# Вајтс Ландинг (Охајо)
Вајтс Ландинг (енгл. Whites Landing) насељено је место без административног статуса у америчкој савезној држави Охајо.

## Демографија
По попису из 2010. године број становника је 375.
| Група             | 2000.    | 2010.       |
| Белци             | 0 (0,0%) | 346 (92,3%) |
| Афроамериканци    | 0 (0,0%) | 3 (0,8%)    |
| Азијати           | 0 (0,0%) | 1 (0,3%)    |
| Хиспаноамериканци | 0 (0,0%) | 9 (2,4%)    |
| Укупно            | 0        | 375         |